# Mir di Hunza
I Mir di Hunza sono i signori della regione di Hunza nell'area settentrionale del Pakistan.

## Storia
Nella lingua Burushaski i Mir avevano il titolo di Tham, poi cambiato in Mir. Nel 1974 lo Stato divenne parte dei Territori del Nord del Pakistan nell'ambito del Governo Federale del Paese. L'ultimo Mir di Hunza è stato Muhammad Jamal Khan.